# Księstwo halickie
Księstwo halickie – ruskie księstwo dzielnicowe istniejące w XI–XII w. w dorzeczu górnego i środkowego Sanu i Dniestru oraz górnego Prutu i Seretu. Założone zostało przez potomków Rościsława, wnuka Jarosława Mądrego: Ruryka, Wasylkę i Wołodara.

## Historia
Tereny dorzecza górnego i środkowego Sanu i Dniestru oraz górnego Prutu i Seretu weszły pod panowanie Rusi Kijowskiej w X wieku. Od 1141 roku księciem halickim był Władymirko, syn Wołodara Rościsławicza. Uniezależnienie od Kijowa wywalczyli stopniowo Włodzimierz Jarosławowicz i jego następcy. Stolicą księstwa był gród w Haliczu. Za Jarosława Ośmiomysła (1153-1187) księstwo sięgało do Morza Czarnego. W 1199 księstwo przejęte zostało przez Romana Mścisławowicza. Stopniowo księstwo halickie połączone zostało z księstwem włodzimiersko-wołyńskim, dając Ruś Halicko-Włodzimierską.